# Ksar Hadada
Ne doit pas être confondu avec le ksar du même nom.
Ksar Hadada ou Ksar Haddada (arabe : قصر حدادة) est un village et siège d'un imada tunisien, situé dans le sud du pays, à cinq kilomètres de Ghomrassen et à une vingtaine de kilomètres de Tataouine.
Il compte 1 298 habitants en 2004 puis 1 142 en 2014.

## Géographie

### Site
Ksar Hadada est entouré par une chaîne montagneuse. Le village abrite par ailleurs une vallée d'une profondeur comprise entre 25 et 50 mètres appelée Gattar.
Plusieurs fossiles ont été trouvés dans le village et aux alentours.

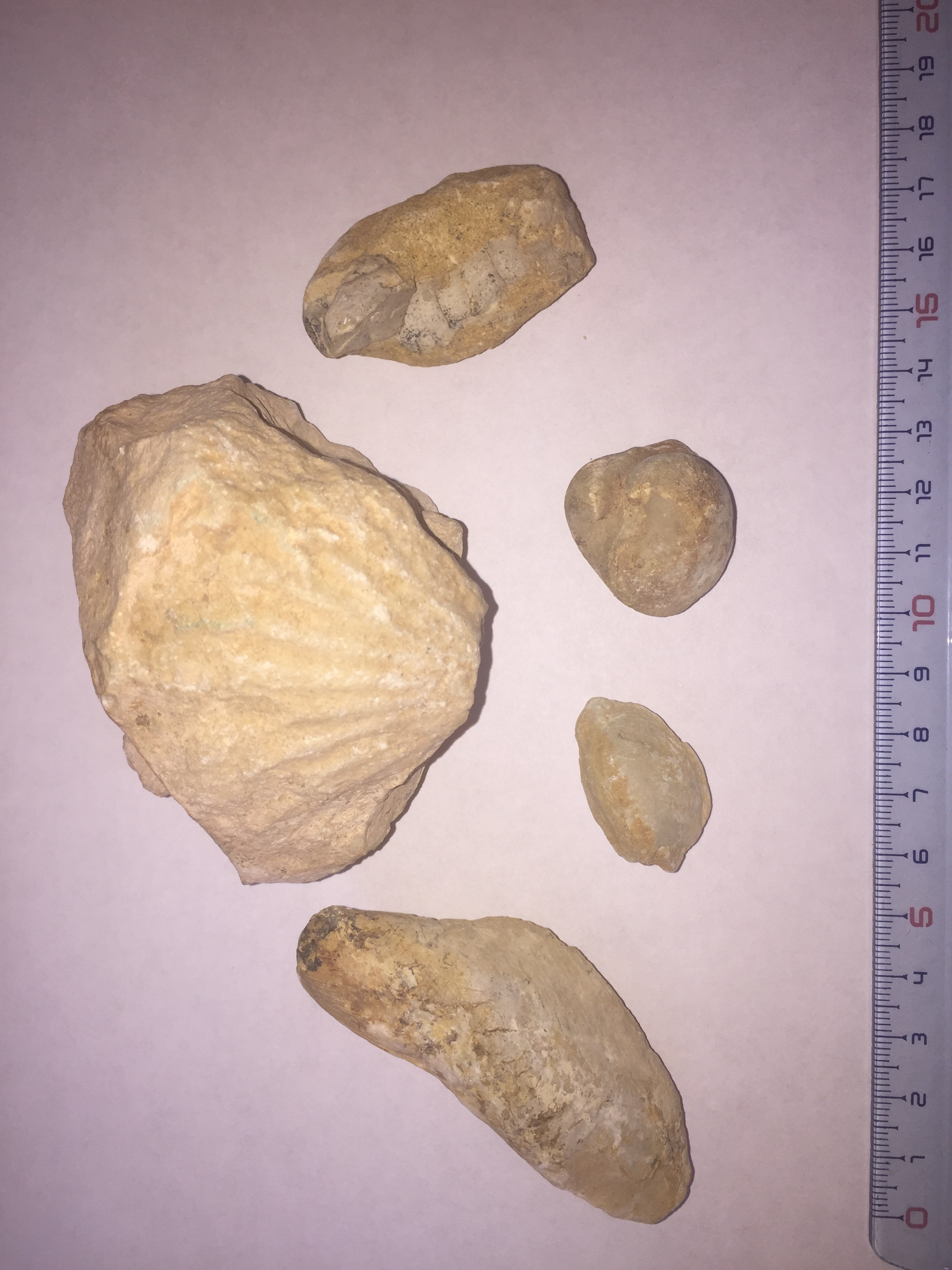
Exemple de fossiles trouvés à Ksar Hadada.

### Climat
Le climat y est semi-aride, le Sahara se trouvant à une cinquantaine de kilomètres, et la pluie y est rare mais abondante lorsqu'elle fait son apparition. Les températures peuvent atteindre 48 °C durant la journée en été et descendre à 0 °C durant la nuit en hiver.

## Architecture et urbanisme
Une mosquée y est construite dans les années 1950. On y trouve aussi deux cafés, un bureau de poste, une bibliothèque, un stade de football et une dizaine de commerces.
Au centre du village, on y trouve un ksar qui servait de grenier aux habitants autrefois éparpillés aux alentours du village. De nos jours, le ksar est en partie restauré et sert de site touristique important à l'échelle régionale.

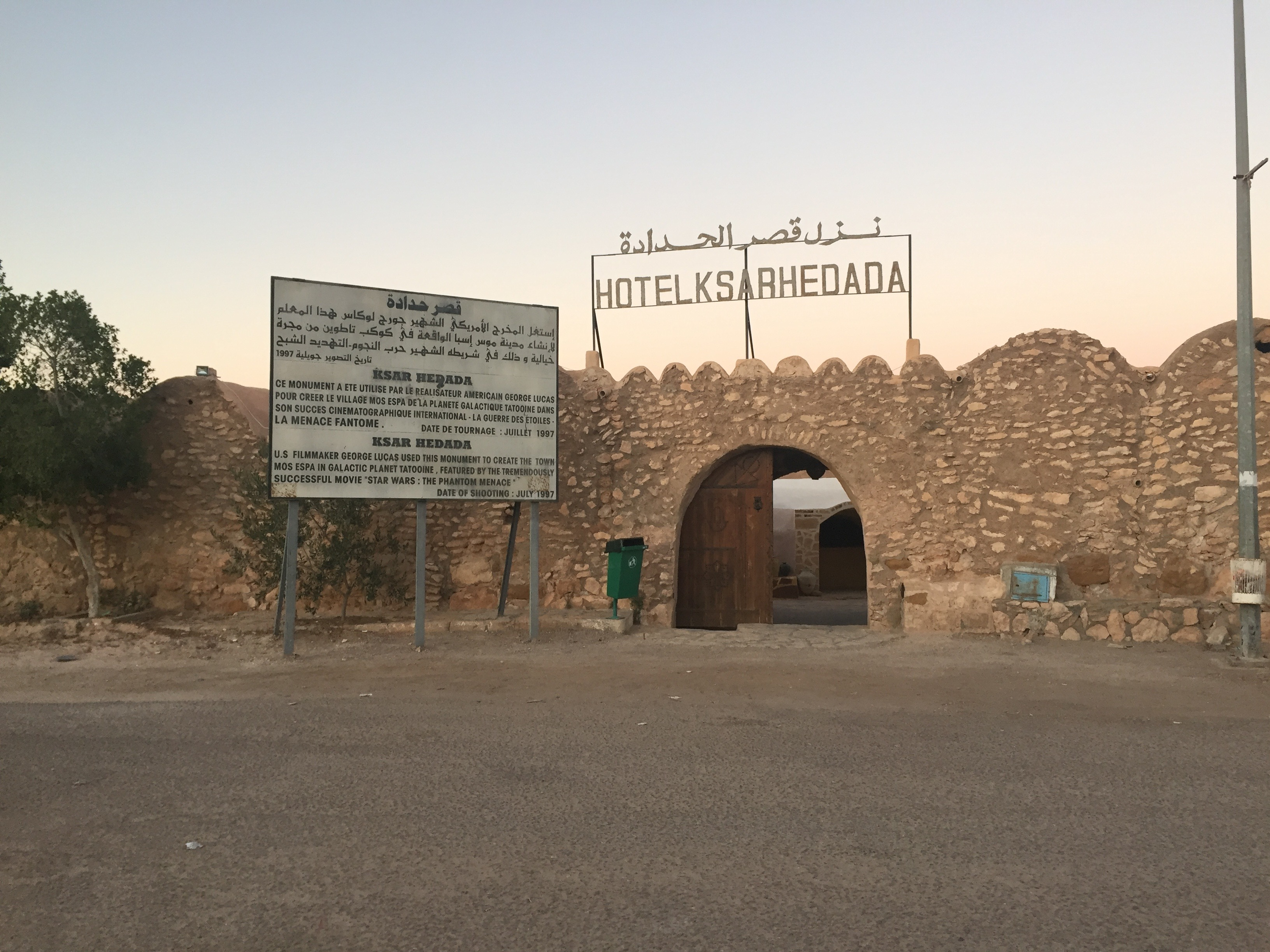
Entrée du ksar.
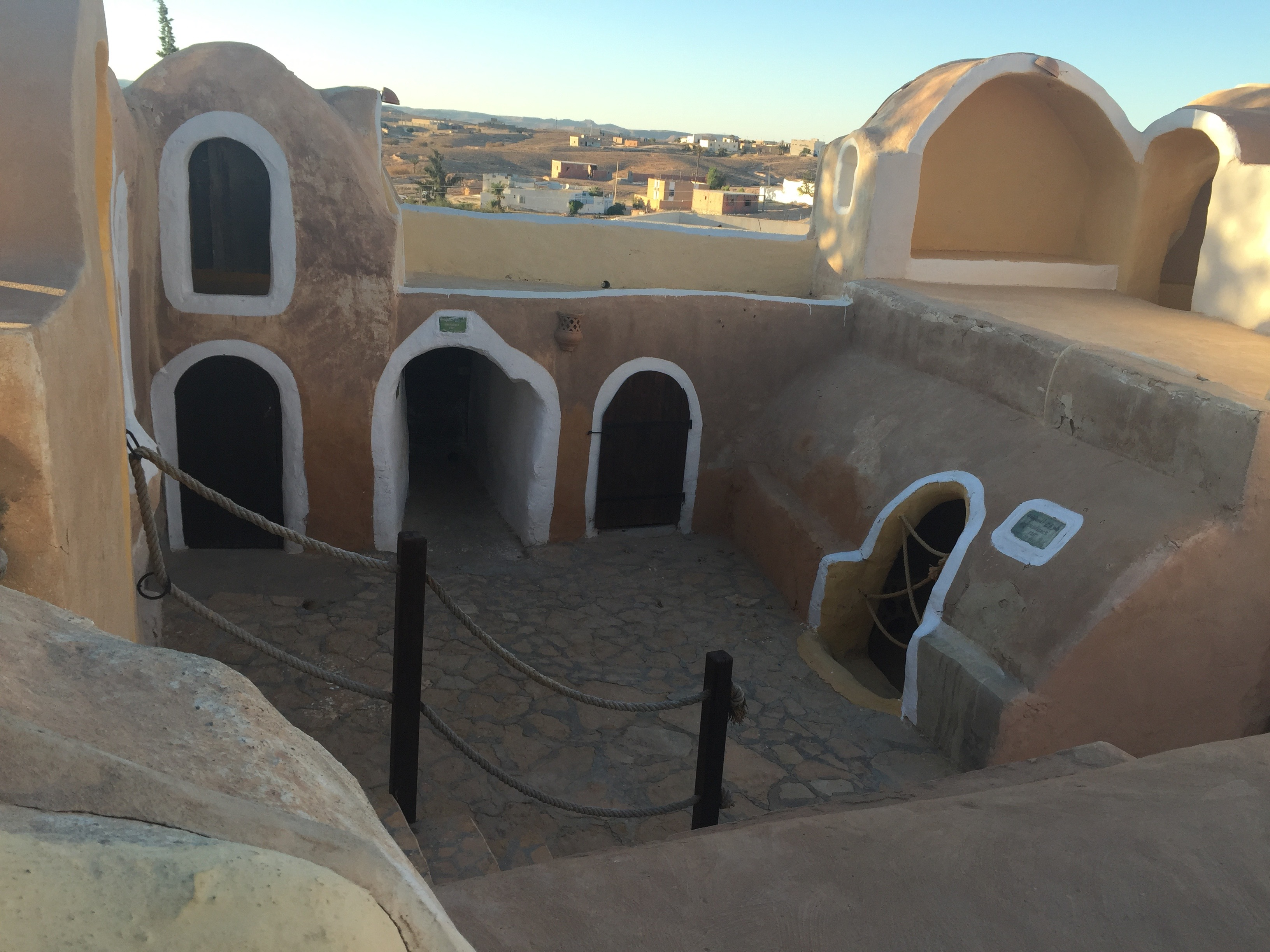
Partie restaurée.
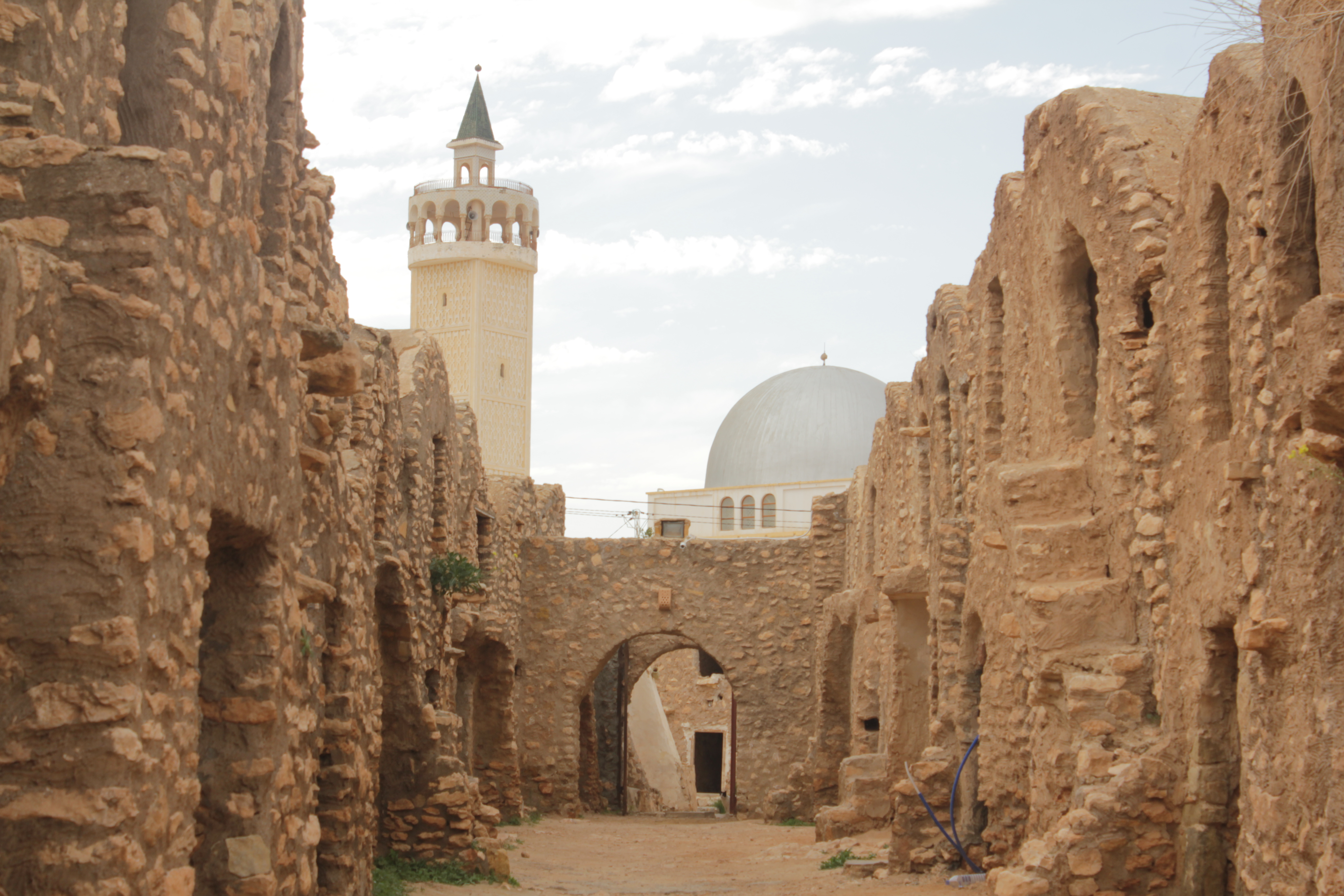
Partie non restaurée (avec la mosquée au fond).

## Enseignement
Le village abrite une école maternelle et une école primaire. En revanche, il ne possède ni collège ni lycée, mais des liaisons spéciales sont en place pour relier le village avec les deux collèges et les deux lycées de la ville de Ghomrassen.

## Politique

### Administration
Ksar Hadada est dirigé par un maire et un conseil villageois. Comme la quasi-totalité des administrations se trouvent à Ghomrassen, les projets qui concernent le village sont discutés avec le maire de Ghomrassen et son conseil municipal, parfois avec le gouverneur de Tataouine.
| Maire                                                         | Début   | Fin  | Parti politique                            |
| ------------------------------------------------------------- | ------- | ---- | ------------------------------------------ |
| Mohamed Yahiaoui                                              | v. 1991 | 2011 | Rassemblement constitutionnel démocratique |
| 2011-2014 : aucun maire mais présence d'un conseil villageois |         |      |                                            |
| Tarek Yahiaoui                                                | 2014    | 2016 | Indépendant                                |
| Abdelmonem Yahiaoui                                           | 2016    | 2018 | Indépendant                                |

### Élections
| Élection       | Année | Candidat 1      | Candidat 1 | Candidat 2                        | Candidat 2 | Participation | Réf.  |
| -------------- | ----- | --------------- | ---------- | --------------------------------- | ---------- | ------------- | ----- |
| Présidentielle | 2014  | Moncef Marzouki | 91,11 %    | Béji Caïd Essebsi                 | 8,22 %     | 61,53%        | [ 3 ] |
| Législatives   | 2011  | Ennahdha        | 61,8 %     | Parti démocrate progressiste      | 8,4 %      | 86.6%         | [ 4 ] |
| Législatives   | 2014  | Ennahdha        | 63,09 %    | Chaâb Yourid (liste indépendante) | 10,41 %    | 64,17%        | [ 5 ] |
| Législatives   | 2019  | Ennahdha        | 50,2 %     | Coalition de la dignité           | 18,9 %     | 41,5 %        | ,     |

## Économie
L'économie locale repose principalement sur la culture des oliviers et l'élevage de chèvres ou d'agneaux. La plupart des habitants n'y vivent plus et n'y reviennent que durant les vacances ; cet exode est causé par un manque d'emplois. D'autre part, le village est fortement lié à la ville proche de Ghomrassen, vu qu'elle est le siège d'une municipalité.
Le ksar est devenu en partie un hôtel où s'arrêtent les touristes. Une partie a été utilisée par le réalisateur George Lucas dans le film Star Wars, épisode I : La Menace fantôme pour représenter le village de Mos Espa, sur la planète Tatooine, où est né Anakin Skywalker.

## Personnalités
- Tahar Montassar (1938-2015), juge et procureur général auprès de la Cour de cassation (honorariat en 2003[8]) ;
- Amira Yahyaoui (1984- ), militante et fondatrice de l'ONG Al Bawsala, fille de Mokhtar ;
- Mokhtar Yahyaoui (ar) (1952-2015), juge et militant des droits de l'homme avant la révolution ;
- Zouhair Yahyaoui (1967-2005), cyberdissident actif en faveur de la liberté d'expression sous le régime de Zine el-Abidine Ben Ali et décédé des suites de la torture, cousin d'Amira.

## Hommage
Un gisement de pétrole onshore dans le Sud tunisien est dénommé Ksar Hadada,.